# پایتخت:عبدالحمید
پایتخت:عبدالحمید (به ترکی استانبولی: Payitaht: Abdülhamid) نام یک سریال تلویزیونی تاریخی،اکشن و درام ، محصول ES Film به کارگردانی سردار آکار و نویسندگی اوور اوزونوک، آیچا موتلو گیل و حمزه آک ییلدیز و با بازی بولنت اینال و اوزلم کانکر است که پخش آن از 24 فوریه 2017 از شبکه TRT 1 آغاز شد. که وقایع تاریخی در دوران سلطنت سی و چهارمین سلطان عثمانی، عبدالحمید دوم (1876-1909) را به تصویر می‌کشد.این سریال که شامل 5 فصل بود با پخش 154 قسمت بالاخره در 4 ژوئن 2021 به پایان رسید.

## داستان
این سریال وقایع مهمی را که ۱۳ سال آخر سلطنت سلطان عبدالحمید را که از پایتختش بر امپراتوری عثمانی حکومت می‌کرد، از منظر تجدیدنظر طلبانه تاریخی به تصویر می‌کشد. این کتاب تحولات سیاسی پس از جنگ یونان و ترکیه در سال ۱۸۹۷ را با اشاره به ترک‌های جوان و فراماسون‌ها که موضوع بسیاری از تئوری‌های توطئه هستند، حامی سلطنت مشروطه توصیف می‌کند. این به نادرستی درخواست تئودور هرتزل برای زمین از فلسطین را با اتفاقاتی که واقعاً رخ نداده است منعکس می کند. سلطان در طول سلطنت خود با مخالفان زیادی از همه طرف روبرو است، از انگلیس و روسیه گرفته تا وفاداران فرضی خود.

### فصل 1
سریال در بیستمین سال سلطنت سلطان شروع می شود. آنها در حال برنامه ریزی پروژه بزرگ راه آهن حجاز هستند.با این حال، برادر همسر سلطان، محمود پاشا، انگلیسی ها و تئودور هرتزل سعی در خرابکاری در این پروژه دارند. از طرف دیگر در حرمسرا رقابت شدید بین بیدار سلطان و سنیها سلطان به خانواده آنها نیز کشیده می شود.همچنین دختران مراد ، برادر سلطان به قصر می آیند. دختر بزرگ او، خدیجه سلطان، عاشق کمال‌الدین پاشا می‌شود و قصد ازدواج با او را دارد، در حالی که از سوی دیگر نعیمه سلطان، دختر سلطان نیز عاشق کمال‌ الدین است و سعی می‌کند قلب او را به دست آورد و در نهایت بیمار می‌شود.خدیجه سلطان با عشقش به نعیمه تظاهر می کند که کمال الدین با دادن نامه ای به نعیمه،نعیمه را دوست دارد درحالی که کمال الدین،نامه را به خدیجه نوشته بود.محمود پاشا، شوهر سنیها سلطان، بر محمد پاشا، برادر بیدار سلطان تهمت زده و در نهایت او را تبعید می کند.عبدالقادر، پسر سلطان، دائماً توسط محمود پاشا و پسرش صباح الدین دستکاری می شود و در حالی که سعی می کند بازی آنها را خراب کند، خود را به آشفتگی عمیق تری وارد می کند و در پایان فصلی که توسط مادرش شروع شده بود، در اتاقی در حال سوختن گیر می کند. . و در آخر پادشاهی یونان به خاک عثمانی حمله می کند و فصل با اعلام جنگ امپراتوری عثمانی به یونان به پایان می رسد.

### فصل 2
قرن جدید آغاز می شود.سلطان عبدالحمید،ثروت امپراتوری عثمانی را که در دو قرن اخیر پیروز نشده بود تغییر داد و در جنگ یونان پیروز شد.جنگی که در جبهه به پایان رسید، اکنون روی میز ادامه دارد.پارووس، وزیر اعلام شده سلطنت جهانی، وانمود می کند که یک مهندس است و وارد قصر می شود.سلطان با حرکات توسعه ای خود دولت را برای یک جنگ بزرگ آماده می کند و حرکت نفتی را آغاز می کند که جنگ ها را برای قرن جدید پس از حرکت راه آهن آغاز می کند.در حالی که پارووس با عواملی که در سرتاسر قسطنطنیه تحت رهبری مارکو پخش شده اند در تلاش است تا پایتخت را پایان دهد، دست راست او، برادرزاده خارق العاده و موفق سلطان عبدالحمید، مراد، با تیمش به بهای جان آنها می جنگد.سلطان عبدالحمید هنگام مبارزه برای محافظت از پایتخت از طوفان های حرمسرای خود بی خبر است.فیروزه برای انتقام از مادرش که از قصر اخراج شده بود وارد می شود و به دشمنان در جنگ علیه سلسله عثمانی کمک می کند.او باعث می شود عبدالقادر عاشق او شود و باعث می شود که همه تعادل بین بیدار سلطان و سنیها سلطان برعکس شود.در پایان فصل بیدار سلطان که از کاخ خارج شده تصادف می کند و کالسکه او از صخره سقوط می کند و او را به شدت مجروح می کند.پارووس، اگرچه در مکانی است، نقشه ای می کشد تا کل قصر را بکشد. او با استفاده از مردی به نام آقای کرولی، با استفاده از یک اختراع جدید، رادیاتور، گاز سمی وارد کاخ می کند و در طی مراسمی همه را مسموم می کند.اما در پایان، فهیم پاشا، با به خطر انداختن جان خود، به آقای کرولی شلیک کرد و در جریان آن جان باخت.

### فصل 3
در کاخ تلاش می شود تا زخم های آخرین حادثه سخت ترمیم شود و مرگ فهیم پاشا سوگواری شود.سلطان عبدالحمید اطمینان حاصل کرد که پارووس به سیاه چال در بریتانیا انداخته می شود.شریک این نقشه، کرولی، در جایی که در مصر مخفی شده است پیدا می شود و توسط هلیل هالید مجازات می شود. فواد افندی، پسر خدیو سابق مصر، به پایتخت می آید. بیدار سلطان نمی تواند آنچه را که برای او اتفاق افتاده فراموش کند.علاوه بر این، او نمی تواند به اینکه این تصادف عمدی بوده و او را ربوده و به خانه شخصی برده اند، باور کند. در همین حین، شیوناز، نامزد فواد افندی و دختر ادموند روچیلد به قصر می آید و در حرمسرا مشکلاتی ایجاد می کند.ترک‌های جوان زمانی به یک سازمان واقعی تبدیل می‌شوند که صباح الدین به پاریس می‌رود و رهبر می‌شود.سلطان عبدالحمید زهتو پاشا را که همه فکر می کنند خائن است به عنوان جاسوس به پاریس می فرستد.با این حال، هنگامی که او اطلاعاتی به دست می آورد که یکی از پاشاها واقعا جاسوس است، با رئیس اطلاعات، احمد صلاح الدین پاشا  تماس می گیرد تا خائن را پیدا کند.در اواخر فصل، خیانت فواد افندی برملا می‌شود و احمد پاشا به او شلیک می‌کند، در حالی که در پایان فصل نامزدش شیوناز توسط شهزاده عبدالقادر کشته می‌شود و ترک‌های جوان انقلابی را آغاز می‌کنند و به کاخ حمله می‌کنند.تحسین پاشا، محمود پاشا و احمد پاشا همگی مورد اصابت گلوله قرار می گیرند و سلطان و خانواده اش در داخل کاخ در حال سوختن گیر می کنند.

### فصل 4
انقلاب سرکوب شد و آتش در کاخ خاموش شد.با این حال، عواقب و تخریب آن همچنان ادامه دارد. سلطان عبدالحمید جشن های ولایت همایون را برگزار می کند تا نشان دهد که امپراتوری عثمانی نابود نشده است و نمی توان به راحتی از بین رفت. خبر پیروزی از پایتخت بار دیگر دشمنان عبدالحمید را گرد هم می آورد.در طول این جشن، زلوفلو اسماعیل پاشا نشان می دهد که برادر بزرگ سلطان عبدالحمید است و همه از جمله دشمنان را شگفت زده می کند.جمیله سلطان که برای جشن‌های ولادت همایونی به پایتخت آمده بود، موفق می‌شود باعث مزاحمت به همه درحرمسرا شود و باعث ترک سنیها سلطان را شود. در همین حین، زلمان دیوید لوونتین با مبدل به آقای گوستاو به پایتخت می آید و حرکات مخفیانه ای را علیه سلطان عبدالحمید انجام می دهد. زلمان در نهایت لو می رود و مجازات می شود، بنابراین بریتانیایی ها ویلیام هچلر را به عنوان سفیر می فرستند. دومین پروژه راه آهن در بغداد علاوه بر راه آهن حجاز ایجاد شد که از نظر موقعیت استراتژیک تهدیدی برای انگلیسی ها بود. هچلر آشکارا با سلطان عبدالحمید دشمن می شود و قبل از شکست و زندانی شدن، حرکت های زیادی انجام می دهد.با این حال، یکی از مردان هچلر ترور سلطان را ترتیب می دهد و با یک تک تیرانداز به سمت او شلیک می کند که احمد پاشا را مجروح می کند  و فصل در آنجا به پایان می رسد.

### فصل 5
فصل پنجم با تصدی مقام وزیر بزرگ فرید پاشا آغاز می شود.مراد پنجم برادر بزرگتر سلطان عبدالحمید درگذشت و وارثی را از خود به جای گذاشت که جای او را در فراماسون ها خواهد گرفت که در وصیت نامه خود به صورت یک ترکیب به جا گذاشته است.طولی نمی کشد که این ترکیب توسط یک مرد رمزگشایی می شود.
و به احمد، اسماعیل و سلیم پاشا دستور داده شد که در قطار به تسالونیکی آن مرد را تعقیب کنند، اما او کشته می‌شود و این باعث ایجاد سوء ظن در این سه نفر می‌شود.از آنجایی که در آن زمان جلسه ای برای ماسون ها در تسالونیکی برگزار شد، یکی از آنها می توانست ماسون پاشا باشد. هر سه پاشا مورد بازجویی قرار گرفتند.اسماعیل و احمد پاشا یکدیگر را خائن خطاب کردند و شخصی به نام مانیاس هر دو را با اطلاعات متناقضی در مورد خیانت فرضی دیگری مواجه می کند. مانیاس همچنین کسی است که با ماسون پاشا واقعی در تماس است و با ترکان جوان مرتبط است.
احمد پاشا پس از از دست دادن اعتماد و تنزل رتبه خود، مخفیانه علیه سلطان عبدالحمید روی می آورد و با مانیاس و یکی از رهبران مخالف، احمد رضا، طرف می شود.بسیاری از مردم مورد سوء ظن سلطان قرار گرفتند.لژ بزرگ ماسون ها بعد از لژ قبلی در تسالونیکی تشکیل می شود که متشکل از کاراسو، صباح الدین ، فرناندز، سلیم پاشا و دیگران است.پسر سلطان احمد نوری برای کمک به شکست ماسون ها و مخالفان وارد می شود.در حالی که به نظر می رسد سلیم پاشا ماسون پاشا است، در عوض توسط محمود پاشا تهدید می شود که از طرف او کار کند.پس از یک سری اتفاقات، محمود پاشا مجبور به فرار از کاخ می شود و به سفارت انگلیس و ماسون ها پناه می برد.محمود پاشا به پاریس نقل مکان کرد اما قبل از حرکت به سلطان می گوید که او در واقع یک جاسوس درون ماسون ها بوده است.او فاش می کند که به ماسون ها پیوسته تا آنها را در داخل نابود کند.او همچنین فاش می کند که بسیار بیمار است. محمود پاشا در پاریس از پسر مخالف خود صباح الدین و کاراسو اطلاعاتی به دست می آورد.او این اطلاعات را به کاخ می فرستد تا به نابودی میسون و ایمن نگه داشتن امپراتوری کمک کند.محمود پاشا سپس بر اثر بیماری می میرد.
عبدالحمید پس از یک چرخش خشونت آمیز، سلطنت مشروطه را احیا می کند و تحسین پاشا را از وظیفه برکنار می کند.این سریال پس از آن سال ها به آینده می گذرد. معلوم می شود که تحسین پاشا از کار برکنار شده و وظیفه مخفیانه ای برعهده او گذاشته شده است تا تمام وقایعی را که در زمان سلطنت سلطان عبدالحمید رخ داده است، ثبت کند.سپس تحسین پاشا وقایع بسیاری را که در زمان سلطان رخ داده است به خبرنگاری می گوید. و فاش میشود که سوگوتلو عثمان در حین انجام وظیفه برای دولت جان باخت.برخورد کوتاهی نیز بین عبدالحمید خلع شده و طلعت پاشا که در آن زمان از چهره های برجسته حکومت بود، رخ داد.گفته می شود که آنها در مورد دلایل پیوستن عثمانی ها به جنگ جهانی اول و همچنین در مورد استحکامات خاصی که توسط سلطان برای جلوگیری از ورود اروپا به پایتخت ساخته شده است صحبت کردند.هر دو متقابل می دانند که امپراتوری عثمانی در شرف فروپاشی بود.
مراسم تشییع جنازه عبدالحمید نیز نمایش داده می شود. و در آخر فصل و سریال با رویای سلطان عبدالحمید برای قدم زدن در یک سالن طولانی و دیدن حاکمان بزرگ قبلی عثمانی به پایان می رسد.حاکمان نشان داده شده عبارتند از سلطان سلیمان قانونی، سلیم یکم، محمد فاتح و در نهایت عثمان غازی.هر حاکم پیام کوتاهی به عبدالحمید می دهد.صحنه پایانی عبدالحمید را نشان می دهد که در مقابل تابلویی از خودش در سالن ایستاده است.و در نهایت سریال پایتخت:عبدالحمید به پایان خود می رسد.

## بازخوردها

### حمایت های سیاسی در ترکیه
واشینگتن پست اشاره کرد که سیاستمداران ترکیه صریحاً پیام های موجود در سریال پایتخت:عبدالحمید را تأیید می کنند."
در ترکیه، این نمایش با تایید یکی از نوادگان عبدالحمید مواجه شد که گفت: "تاریخ تکرار می شود... این خارجی های مداخله گر اکنون رئیس جمهور ما را دیکتاتور می خوانند، همانطور که قبلا عبدالحمید را "سلطان سرخ" می نامیدند.
.
رجب طیب اردوغان، رئیس‌جمهور ترکیه، تنها دو روز قبل از رفراندوم، نمایش‌های این سریال را ستود، و گفت: «امروزه همان نقشه‌ها دقیقاً به همان شیوه اجرا می‌شود... آنچه غرب با ما می‌کند همان است؛ فقط دوران و بازیگران متفاوت هستند»..
نعمان کورتولموش، معاون نخست‌وزیر، این نمایش را به دلیل «روشن‌افکنی» زندگی سلطان عبدالحمید به شیوه‌ای عینی تحسین کرد و از مجموعه بازدید شخصی کرد.
خاطرنشان می شود که سلطان عبدالحمید مکرراً از همان عبارات الهام گرفته شده از قرآن به عنوان رئیس جمهور اردوغان استفاده می کرد، به ویژه از جمله "اگر آنها برنامه ای دارند، خدا نیز برنامه ای دارد!"..

هارون عثمان، نوه سلطان عبدالحمید و رئیس خانواده عثمان اوغلو، هنگام بحث درباره این سریال چنین گفت:محبوبیت سریال های تلویزیونی درباره امپراتوری عثمانی در سال های اخیر در ترکیه به طور قابل توجهی افزایش یافته است و دولت ترکیه حس نوستالژی عظمت امپراتوری سابق را تشویق کرده است که گاهی از آن با عنوان "نو عثمانی" یاد می شود.

### بالکان
اگرچه سریال‌های سریال ترکی در بالکان بسیار محبوب هستند، اما سریال پایتخت:عبدالحمید به دلیل پیام و ادعای تجدیدنظرطلبی تاریخی در مکان‌هایی مانند کوزوو بحث‌هایی را ایجاد کرده است.